# ایلبونو
ایلبونو (به ایتالیایی: Ilbono) یک کومونه در ایتالیا است که در استان الیاسترا واقع شده‌است.

## خصوصیات
ایلبونو ۳۰٫۹ کیلومترمربع مساحت و ۲٬۲۵۴ نفر جمعیت دارد.